# Aspazija
Aspazija, född 1865, död 1943, var en lettisk poet, pjäsförfattare, feminist och politiker.
Hon satt i Lettlands parlament 1920-1922. Hon var en av de sex första kvinnorna i Lettlands parlament. 